# Síndrome de referencia olfativo
El Síndrome de referencia olfativo (SRO) ha sido definida como un trastorno psiquiátrico de tipo alucinatorio, caracterizado por una preocupación persistente sobre el olor corporal acompañada de vergüenza, angustia significativa, conductas de evitación y aislamiento social. El SRO sin embargo no ha sido incluido en el Manual diagnóstico y estadístico de los trastornos mentales (DSM-IV) y, dado que sus principales síntomas se pueden encontrar en otros trastornos, el diagnóstico diferencial se torna problemático.
El "SRO" puede estar englobado dentro del espectro de los trastornos de ansiedad social, que incluye el trastorno de ansiedad social, Taijin kyofusho, y el trastorno dismórfico corporal.

## Diagnóstico
- Criterios clínicos

Los síntomas principales del trastorno de referencia olfatorio suelen incluir los siguientes:
- Preocupación del paciente por emitir malos olores corporales u olores desagradables que no son percibidos por otros o se consideran solo leves
- Angustia o deterioro significativo en áreas sociales, ocupacionales u otras áreas de funcionamiento
- Realización de comportamientos repetitivos (p. ej., olerse a uno mismo para controlar el olor corporal, ducharse en exceso o cambiarse de ropa) en respuesta a las preocupaciones por el olor y/o los intentos de camuflar el olor percibido

## Tratamiento
- Inhibidores selectivos de la recaptación de serotonina (ISRS)
- Agente antipsicótico (generalmente atípico)
- Terapia cognitivo-conductualNo se han realizado estudios para evaluar el tratamiento del síndrome de referencia olfatorio, pero la experiencia clínica y las series de casos publicadas sugieren que pueden ser útiles los ISRS o la clomipramina, solos o, si se considera necesario, con un antipsicótico (de preferencia atípico), y terapia cognitivo-conductual similar a la terapia para el trastorno dismórfico corporal.

## Términos relacionados
- Bromidrosifobia
- Osmofobia
- Olfatofobia

## Antecedentes
Desde comienzos del siglo XX se ha descrito la existencia de alucinaciones olfativas junto a delirios de referencia secundarios en sujetos con rasgos “sensitivos” de la personalidad. Desde entonces, se debate si estos síntomas constituyen una “entidad
nosológica independiente” o, por el contrario, son sólo un síndrome que aparece en distintos trastornos psiquiátricos.
Pryse-Philips, en su trabajo sobre las alucinaciones olfativas, introdujo el término “síndrome de referencia olfativo” para referirse a las alucinaciones olfativas intrínsecas y desagradables junto a una reacción de vergüenza, culpa y malestar denominada contrite reaction. Este síndrome es más frecuente en varones jóvenes y, en algunas ocasiones, puede acompañarse de síntomas depresivos secundarios a las alucinaciones olfativas o de ideas de referencia sensitiva o delirios secundarios poco sistematizados, sobre todo ante la presencia de otras personas.